# Grim Reaper
Grim Reaper (en. ‚Sensenmann‘) ist eine englische New-Wave-of-British-Heavy-Metal-Band aus Droitwich, die im Jahr 1979 gegründet wurde, sich 1988 trennte und 2006 wieder zusammenfand.

## Geschichte
Die Band wurde im Jahr 1979 von Gitarrist Nick Bowcott gegründet. Nach einigen Besetzungswechseln fand sich mit Sänger Paul DeMercade, Bassist Phil Matthew und Schlagzeuger Angel Jacques eine feste Besetzung. Im Jahr 1981 erschien das Lied The Reaper auf der Kompilation Heavy Metal Heroes. Ein Jahr später erreichte die Band einen Vertrag mit Ebony Records. Die Band bestand nun neben Bowcott aus Sänger Steve Grimmett, Bassist Dave Wanklin und Schlagzeuger Mark Simon. Im November 1983 erschien dann das Debütalbum See You in Hell. Das Album erreichte Platz 73 in den US-amerikanischen Charts. Der Veröffentlichung folgten diverse Touren durch die USA. Danach nahm die Band in England das nächste Album auf, das im Jahr 1985 unter dem Namen Fear No Evil veröffentlicht wurde. Das Album war weniger erfolgreich und auch in den USA konnte die Band kaum noch Erfolge verzeichnen. Im Jahr 1986 kam Lee Harris als neuer Schlagzeuger zur Band, sodass im Jahr 1987 das dritte Album Rock You to Hell erschien. Das Album erreichte Platz 93 in den US-amerikanischen Albumcharts. Die Band löste sich danach im Jahr 1988 auf. Grimmett trat danach kurzzeitig der Band Onslaught bei, ehe er bei Lionsheart einstieg. Im Jahr 2006 fand die Band wieder zusammen und spielte Auftritte in Deutschland, unter anderem auf dem Keep It True, sowie in Griechenland.

## Stil
Eduardo Rivadavia von Allmusic beschrieb die Musik der Band als „hart, roh, aber melodisch aufgeladen“. Die Band habe diese Attribute kompetent verbunden, aber bei keinem dieser Exzellenz erlangt. Ihr Stil gilt als energisch, aber wenig originell: Rivadavia beschrieb ihn als „ziemlich ordinär“. Sargon the Terrible von The Metal Crypt nannte die Gruppe als wichtigen Einfluss für Bands wie Hammerfall, Cryonic Temple und Helloween. Einige Lieder der Band behandeln Themen aus dem Okkultismus und Horrorfilmen, ohne sich dabei zu ernst zu nehmen.

## Diskografie
- 1981: Bleed ’em Dry (Demo, Eigenveröffentlichung)
- 1981: The Reaper auf Heavy Metal Heroes (Heavy Metal Records)
- 1982: For Demonstration Only (Demo, Eigenveröffentlichung)
- 1983: See You in Hell (Album, Ebony Records)
- 1983: For Demonstration Only (Demo, Eigenveröffentlichung)
- 1984: All Hell Let Loose (Demo, Eigenveröffentlichung)
- 1984: The Show Must Go On (Single, Ebony Records)
- 1984: See You in Hell (Single, Ebony Records)
- 1984: The Show Must Go On (New Version) (Single, RCA Records)
- 1985: Fear No Evil (Single, Ebony Records)
- 1985: Fear No Evil (Album, Ebony Records)
- 1987: Rock You to Hell (Single, RCA Records)
- 1987: Lust for Freedom (Single, RCA Records)
- 1987: Rock You to Hell (Album, RCA Records)
- 1999: Best of Grim Reaper (Kompilation, RCA Records)